# Відкритий чемпіонат Швейцарії 1918
Відкритий чемпіонат Швейцарії 1918 — 3-й відкритий чемпіонат Швейцарії з хокею, чемпіоном став «Беллерів» (Вевей).

## Фінал
- 6 січня 1918 року «Беллерів» (Вевей) — «Розей» (Гштаад) 2:1